# NGC 5926
NGC 5926 is een spiraalvormig sterrenstelsel in het sterrenbeeld Slang. Het hemelobject werd op 15 juni 1884 ontdekt door de Amerikaanse astronoom Lewis A. Swift.

## Synoniemen
- MCG 2-39-26
- MK 853
- ZWG 77.109
- 8ZW 468
- IRAS 15210+1253
- PGC 54950